# ロバート・コードリー

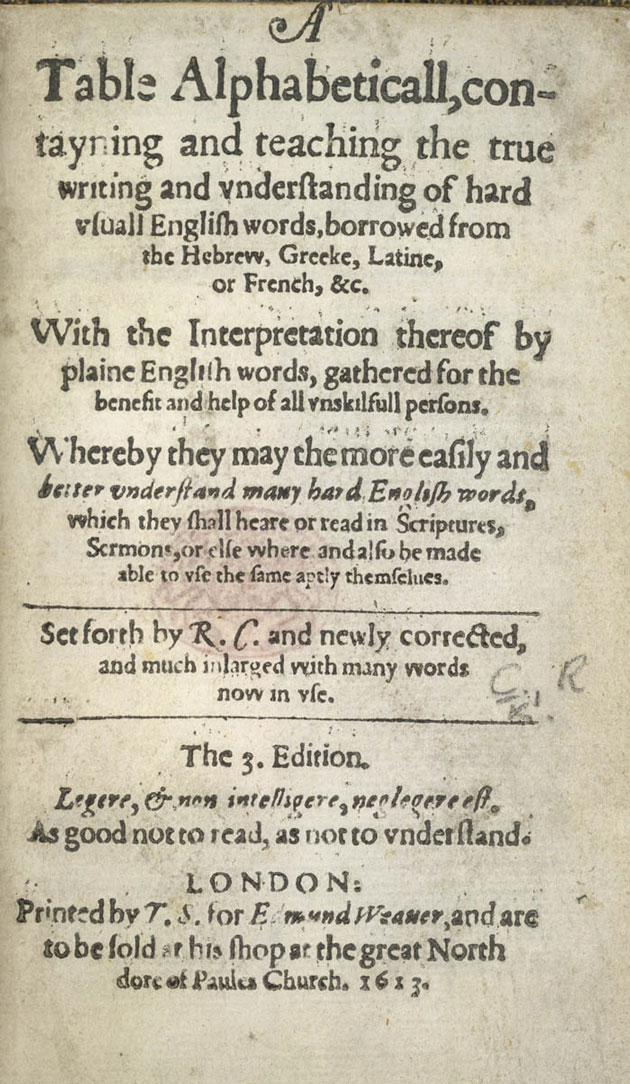
「Table Alphabeticall」のタイトル ページ (第3版)。長々とした副題がついている。

ロバート・コードリー（Robert Cawdrey、1538年頃-1604年以降）はイギリスの聖職者。
1604年に最初の英英辞典の一つである『A Table Alphabeticall』を著した。

## 来歴
ロバート・コードリーは大学に通っていないが、1563年にラトランドのオーカム (Oakham)で教師になった。
1565年に助祭、1570年に司祭に叙階され、1571年10月22日にラトランドのサウス・ラフェナムの牧師に任命された。
しかし、コードリーはピューリタンの教えに共鳴し、教会当局とトラブルになった。1576年には説教の際に承認されたテキストを読まなかったことを咎められ、1578年には権限がないにもかかわらず婚姻を行い、一時は停職処分を受けた。
停職処分は数ヶ月で終わったが、1586年に再び規則違反で問題になり、司教のリチャード・ハウランドの前に呼び出された。彼には有力な友人がおり、中でも彼の後援者であるバーグリー卿は彼を守ろうとしたが、1588年に牧師職を剥奪され、自活のために教職に戻らざるを得なかった。

## 著作
ロバート・コードリーは、ロンドンで学校の教師をしていた息子のトーマス・コードリー（1575-1640年）の協力を得て、教本を作ることを決意し、コヴェントリーに住んでいた1604年に「Table Alphabeticall」を発表した。
16世紀には多くの新しい言葉が英語に入ってくるので、コードリーは人々が混乱することを心配した。富裕層が外国の言葉や言い回しを取り入れていることを心配し、"彼らは母親の言葉をすっかり忘れてしまうので、もし母親が生きていたとしても、彼らの言うことを伝えることも理解することもできない "と書いている。また、「遠く旅する紳士」が異国の地で新しい言葉を学び、「海上の言葉で話を膨らませる」ようすも描写している。トーマス・コードリーは「Table Alphabeticall」の改良に取り組んだ。
ロバート・コードリーは教区牧師時代の1580年に「A Short and Fruiteful Treatise of the Profit of Catechising」を執筆した。彼はこの著作を改訂し、1604年に第2版を出版した。また、1600年には「A Treasurie or Store-House of Similes」を、1609年には「A Treasurie or Store-House of Similes」を出版している。

## A Table Alphabeticall
彼の有名な辞書の正式名称は、
「A table alphabeticall conteyning and teaching the true writing, and understanding of hard vsuall English wordes, borrowed from the Hebrew, Greeke, Latine, or French, &c. With the interpretation thereof by plaine English words, gathered for the benefit & helpe of ladies, gentlewomen, or any other unskilfull persons. Whereby they may the more easilie and better vnderstand many hard English wordes, vvhich they shall heare or read in scriptures, sermons, or elswhere, and also be made able to vse the same aptly themselues.」
（ A Table Alphabeticall、また、女性や紳士淑女、あるいはその他の不器用な人々のために、平易な英単語によるその解釈も併せて教える。これにより、聖典や説教、その他で聞いたり読んだりする多くの難しい英単語を、より簡単に、よりよく理解することができ、また、自分でも同じことを適切に言うことができるようになる。）
という長いものである。

辞書には約2,500語が収録されていた。彼は読者にアルファベット順で説明することに注意したが、これは彼の読者の中で最も識字率の高い人でさえ知らなかったり期待しなかったであろう。
「さて、もしあなたが見つけたい言葉が(a)で始まるなら、この表の始めの方を見ますが、(v)なら終わりの方を見ます」
コードリーは、ヘリントン夫人ルーシー・シドニーの5人の娘、ヘイスティングス夫人サラ、ダドリー夫人セオドシア、モンタグ夫人エリザベス、リー夫人フランシス、ウィングフィールド夫人メアリーに「Table Alphabeticall」を捧げた。

## 家族
ロバート・コードリーには多くの息子がいた。末っ子のダニエル・コードリー（1588-1664年頃）は清教徒の牧師であった。